# 生駒氏
生駒氏（いこまし）は、武家・華族だった日本の氏族。
戦国時代の武将および江戸時代の大名・旗本家、藩士家、明治後の華族の男爵家。本姓は藤原氏。

## 出自
生駒の名字は大和国平群郡生駒（現在の奈良県生駒市）を本貫とする。
藤原良房（忠仁公）の子孫が生駒の地に移り住み本拠とするようになり、後に生駒を名乗るようになった。室町時代に応仁の乱の戦禍から逃れるため、家広の頃尾張国丹羽郡小折の地に移住したと伝えられる。
一説では、藤原時平の曾孫・信義が生駒庄司となったことから生駒を称したともいう。
織田氏家臣として織田家統一・天下統一に向けた戦国時代を支える。
宗家の尾張生駒氏、養家の讃岐生駒氏に大別され、安土桃山時代に分化するが、江戸時代にも度々両家の交流が行われている。

## 尾張生駒氏
生駒氏の宗家である。灰（染料用）と油を扱い馬借として商い財を蓄え小折城を居城としていた室町時代から江戸時代以後までの武家商人である。
3代生駒家宗の時、尾張犬山城主・織田信康に属していたが、信康の甥・織田信長が生駒屋敷に出入りするようになり、後に仕えることとなる。桶狭間の戦いの戦功により信長から安堵状を受け、領内を自由に商売していた。家宗の子・生駒吉乃が信長の側室となり信雄・徳姫を産み
信忠の生母については違う可能性がある。
この生駒屋敷（小折城）では、木下藤吉郎（後の豊臣秀吉）が、「吉乃に信長への仕官を求め仲介を依頼した」、「草鞋を懐で温めて信長に差し出した」などのエピソードが残る。これは武功夜話による(史料としては偽書として反論が多い)
また、地理的近接性から川並衆蜂須賀氏などとの交流、養子、婚姻関係がみられる。信長の大躍進の裏には生駒家の資金力や情報収集力に基づく強固な後方支援が存在していた。
4代家長・5代利豊ともに信長に仕え、1900余石を知行した。本能寺の変後は織田信雄へ仕え、信雄追放後、浪人し、その後は豊臣秀吉へ仕えた。関ヶ原の戦いでは東軍の福島正則軍に陣借りして参戦した。戦後は、家康に請われ幕臣格（旗本）として松平忠吉の尾張入府の案内をしたが、忠吉の死後、利豊は徳川義直へ仕え尾張藩士（尾張衆の部）となる。
なお、利豊の兄・生駒善長は分家阿波生駒家となり、姉・慈光院（ヒメ）は蜂須賀家政の正室となり、徳島藩主至鎮を産んでいる。
6代利勝以後幕末まで加増を繰り返し、4000石の尾張藩士として存続した。 尾張藩（尾張徳川家）の家老職も勤めている。廃藩置県後は士族として尾張徳川家相談人、士氏族年金管理の銀行家となり近代を迎えた。

### 阿波生駒家
4代家長の三男善長を祖とする。当初、生駒氏宗家の嫡男であったが、小牧・長久手の戦いの後、弟利豊に家督を譲り、信雄・秀雄・松平忠直に臣従し各地を転戦する。その後、蜂須賀家政・至鎮に御伽衆として招かれ、徳島藩中老阿波生駒家として成立する。
（祖）生駒善長－（初代）言慶－何三－時里－永言－永貞－何前＝永豊－永綏－永久－豊後某（藩制改正）

## 讃岐生駒氏（矢島生駒氏）

いこまぐるま
生駒車

大名生駒氏、土田生駒氏（どたいこまし）、美濃生駒氏とも称される。生駒豊政の妹が嫁いだ土田氏より子親重を養子に迎え生駒姓を与え養子分家としたのが始まりであり、元は六角氏傍系の土田氏、土田甚助である。
土田氏には信長の祖母いぬゐ、母土田御前、はじめ織田信長、本能寺の変が発生した後には羽柴秀吉に仕え重用された生駒親正が出る。讃岐国12万6千石余り（当時）を与えられ高松城を新たに築いてそこに移り大名となる。生駒一正の時代に領内検地を実施し17万1千800石となる。

初代親正が豊臣政権の三中老として遇されるなど重用されていたが、1600年（慶長5年）の関ヶ原の戦いでは家門の存続を図るため親正が西軍に属する一方で、親正の子の生駒一正が東軍の徳川家康に属して戦う。戦後、一正は丸亀城から高松城に移る。
1640年（寛永17年）親正のひ孫高俊の時お家騒動（生駒騒動）が起こり、騒動の責を受け出羽国由利郡矢島へ配流となり堪忍料として1万石が与えられた（矢島生駒家）。高俊の次男俊明に2000石が分知され旗本に、嫡男高清が8000石の交代寄合旗本となり、以後幕末まで続いた。
1868年（明治元年）に王政復古があると当時の当主親敬は早期に朝廷に帰順し、戊辰戦争では官軍の奥羽鎮撫使に従軍。その功を評価されて賞典禄1000石を賜った。6月7日に新田分を合わせた本領安堵を請願して認められ、１万5200石余となり出羽矢島藩を維新立藩した。華族令が施行されて華族が五爵制になった後の1884年（明治17年）7月8日に親承が男爵に叙された。
家紋「波引車」の由来
朝鮮出兵に参陣した時、海を渡る時に陣幕が波をかぶり、当時使用していた陣幕紋「丸車」が半分海水に浸かる。しかし、戦功を挙げたことから、以後、半円形の「波引車」を家紋として使用するようになったという（『讃羽綴遺録』）。